# Cross Purposes
A Cross Purposes az angol Black Sabbath 1994-ben megjelent nagylemeze. Az album a Billboard listáján a 122. helyre került. Promóvideó a The Hand That Rocks The Cradle címre készült.

## Számlista

### A oldal
1. "I Witness" – 4:56
2. "Cross of Thorns" – 4:32
3. "Psychophobia" – 3:15
4. "Virtual Death" – 5:49
5. "Immaculate Deception" – 4:15

### B oldal
1. "Dying for Love" – 5:53
2. "Back to Eden" – 3:57
3. "The Hand That Rocks the Cradle" – 4:30
4. "Cardinal Sin" – 4:21
5. "Evil Eye" – 5:58

## Közreműködők
- Tony Martin – ének
- Tony Iommi – gitár
- Geoff Nicholls – billentyűs hangszerek
- Geezer Butler – basszusgitár
- Bobby Rondinelli – dob

## Fordítás
- Ez a szócikk részben vagy egészben  a   Cross Purposes című angol Wikipédia-szócikk fordításán alapul.  Az eredeti cikk szerkesztőit annak laptörténete sorolja fel. Ez a jelzés csupán a megfogalmazás eredetét és a szerzői jogokat jelzi, nem szolgál a cikkben szereplő információk forrásmegjelöléseként.